# Bear Lake (Wisconsin)
Bear Lake es un municipio del condado de Barron, Wisconsin, Estados Unidos. Tiene una población estimada, a mediados de 2021, de 674 habitantes.
Abarca una zona exclusivamente rural.

## Geografía
Está ubicado en las coordenadas 45°35′25″N 91°50′59″O / 45.59028, -91.84972 (45.590383, -91.849718). Según la Oficina del Censo de los Estados Unidos, tiene una superficie total de 91.0 km², de la cual 85.0 km² corresponden a tierra firme y 6.0 km² son agua.

## Demografía
Según el censo de 2020, en ese momento había 670 personas residiendo en la zona. La densidad de población era de 7.9 hab./km². El 94.48% de los habitantes eran blancos, el 0.15% era afroamericano, el 0.75% eran amerindios, el 0.45% eran de otras razas y el 4.18% eran de una mezcla de razas. Del total de la población, el 2.69% eran hispanos o latinos de cualquier raza.